# NGC 1635
NGC 1635 ist eine linsenförmige Galaxie vom Hubble-Typ SB0/a im Sternbild Eridanus am Südsternhimmel. Sie ist schätzungsweise 145 Millionen Lichtjahre von der Milchstraße entfernt und hat einen Durchmesser von etwa 60.000 Lichtjahren.
Das Objekt wurde am 1. Januar 1786 von Wilhelm Herschel entdeckt.